# ماهی قرمز کله‌شیری

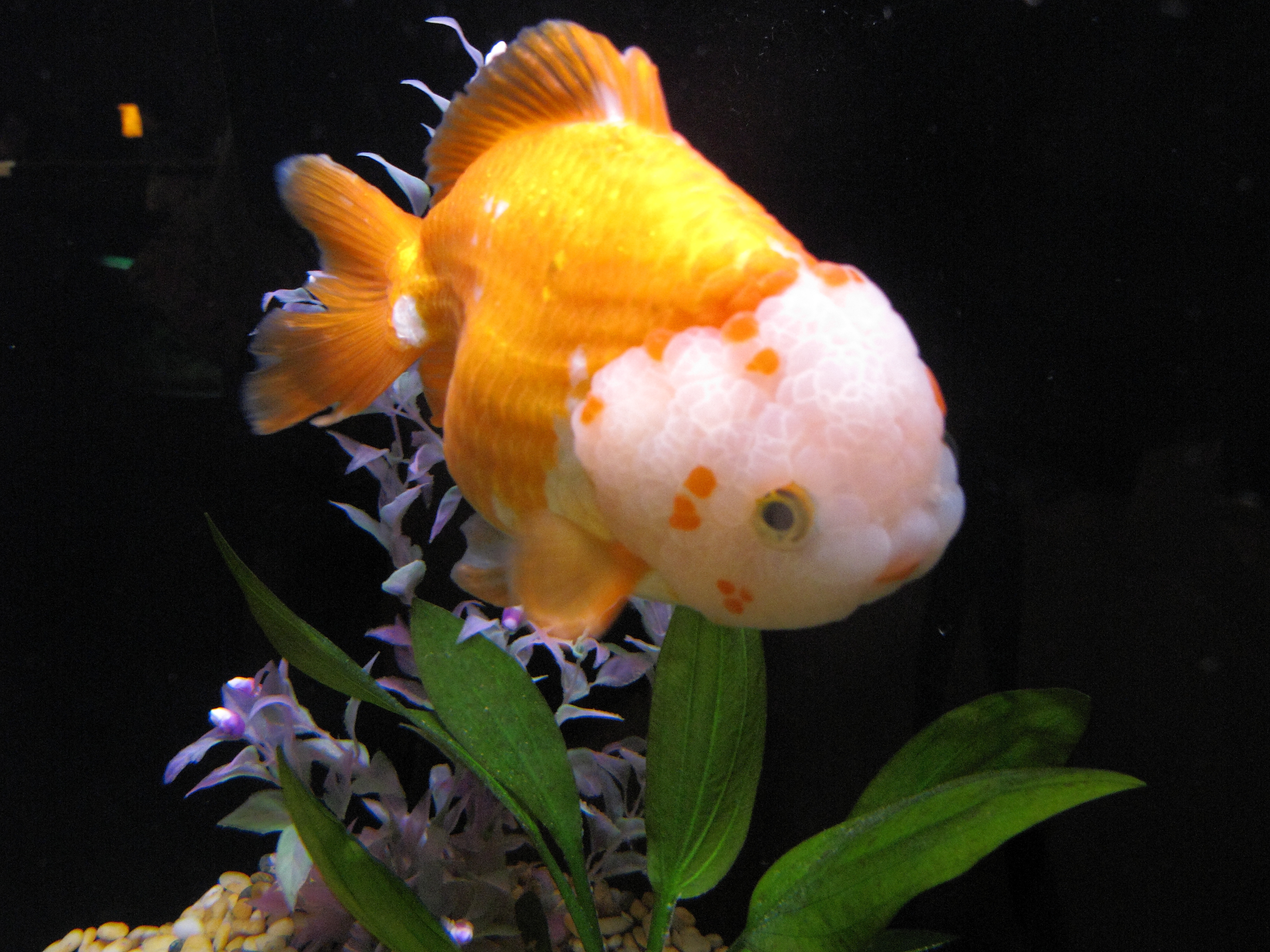

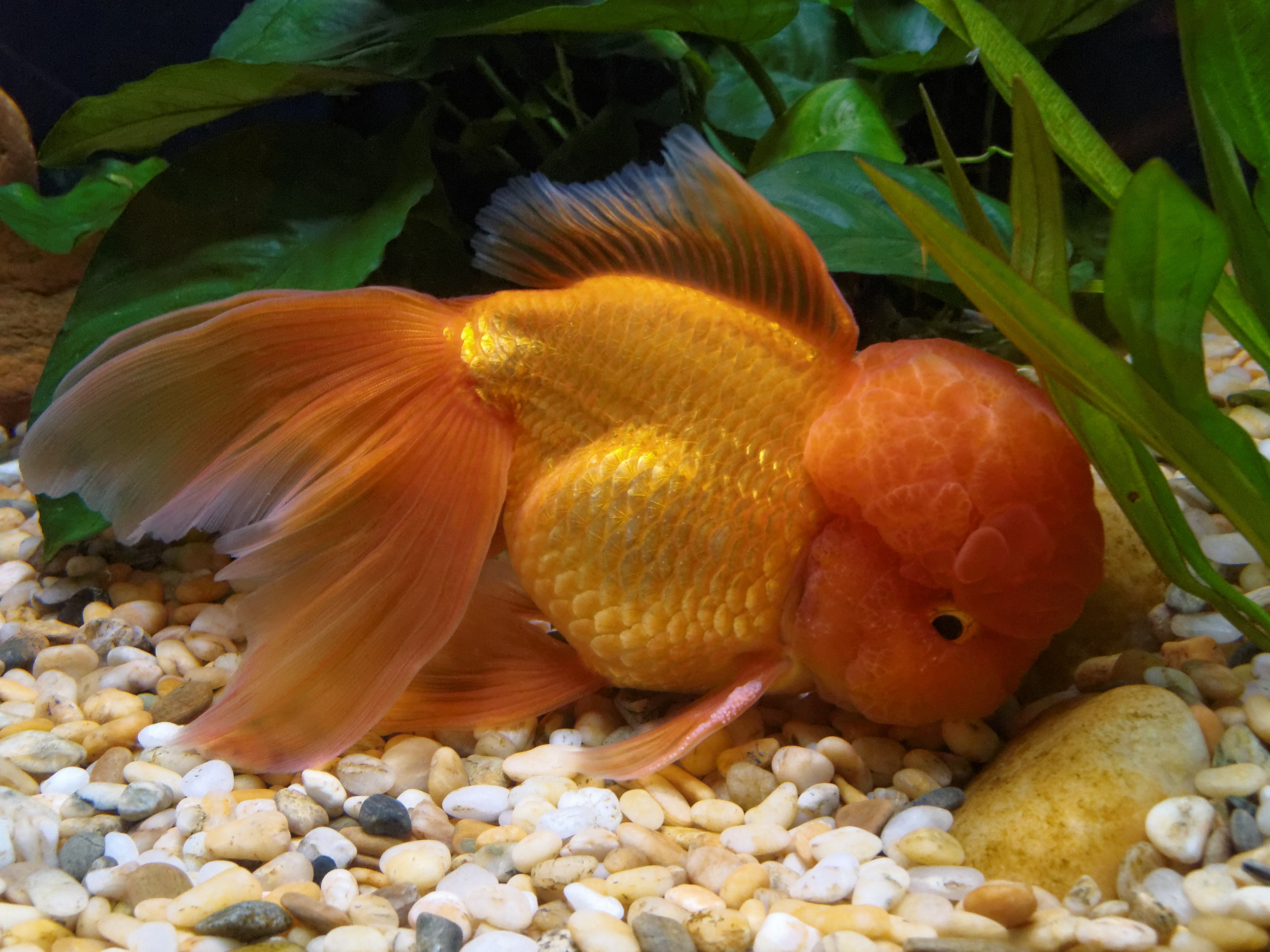

ماهی قرمز کله‌شیری یا گلدفیش کله‌شیری یا ماهی اوراندا (به انگلیسی: Oranda) نژادی از ماهی‌های قرمز است که با یک برجستگی حباب‌مانند به نام «هود» (به انگلیسی: hood) بر روی سر شناخته می‌شود.
هنگامی که این نژاد ماهی اولین بار از چین به ژاپن وارد شد، آن را به اشتباه بومیِ هلند می‌شناختند، و در نتیجه «هلندی» نام گرفت، و از آن، نام انگلیسیِ آن Oranda مشتق شده‌است.این ماهی دشمن لجن خوار میباشد و به هیچ عنوان نگهداری این دو کنار هم توصیه نمی شود